# Чорноземненська сільська рада (Совєтський район)
Чорнозе́мненська сільська́ ра́да — адміністративно-територіальна одиниця та орган місцевого самоврядування в Совєтському районі Автономної Республіки Крим. Адміністративний центр — село Чорноземне.

## Загальні відомості
- Населення ради: 3 037 осіб (станом на 2001 рік)

## Населені пункти
Сільській раді підпорядковані населені пункти:
- с. Чорноземне
- с. Алмазне
- с. Дем'янівка
- с. Корніївка
- с. Роздольне

## Склад ради
Рада складається з 20 депутатів та голови.
- Голова ради: Сурков Генадій Васильович
- Секретар ради: Поспєлова Надія Сергіївна

### Керівний склад попередніх скликань
| Прізвище, ім'я, по батькові | Основні відомості                                                         | Дата обрання | Дата звільнення |
| --------------------------- | ------------------------------------------------------------------------- | ------------ | --------------- |
| Прущак Вадим Іванович       | Сільський голова, 1967 року народження, член Партії регіонів              | 26.03.2006   | 31.10.2010      |
| Сурков Генадій Васильович   | Сільський голова, 1964 року народження, освіта вища, член Партії регіонів | 31.10.2010   |                 |

Примітка: таблиця складена за даними сайту Верховної Ради України

### Депутати
За результатами місцевих виборів 2010 року депутатами ради стали:

#### За суб'єктами висування
| Суб'єкт висування           | Кількість обраних депутатів | %  |
| --------------------------- | --------------------------- | -- |
| Партія регіонів             | 14                          | 70 |
| Самовисування               | 5                           | 25 |
| Комуністична партія України | 1                           | 5  |

#### За округами
| № округу                    | Прізвище, ім'я, по батькові        | Дата визнання обраним | Освіта  | Партійна приналежність            | Відомості про обраного депутата                                |
| --------------------------- | ---------------------------------- | --------------------- | ------- | --------------------------------- | -------------------------------------------------------------- |
| Комуністична партія України |                                    |                       |         |                                   |                                                                |
| 5                           | Сердюк Тетяна Михайлівна           | 03.11.2010            | вища    | член Комуністичної партії України | домосподарка                                                   |
| Партія регіонів             |                                    |                       |         |                                   |                                                                |
| 1                           | Гаушкін Валерій Григоріович        | 03.11.2010            | вища    | член Партії регіонів              | сільськогосподарський виробничий кооператив «Аграрій», агроном |
| 2                           | Пожарна Валентина Анатоліївна      | 03.11.2010            | середня | член Партії регіонів              | Чорноземненська сільська рада, касир                           |
| 3                           | Поспєлова Надія Сергіївна          | 03.11.2010            | вища    | член Партії регіонів              | Чорноземненська сільська рада, секретар                        |
| 4                           | Павленко Любов Геннадіївна         | 03.11.2010            | вища    | член Партії регіонів              | Чорноземненська загальноосвітня школа, викладач                |
| 7                           | Зайцева Надія Василівна            | 03.11.2010            | середня | член Партії регіонів              | Чорноземненська сільська рада, начальник ВУБ                   |
| 8                           | Комерзан Валентина Василівна       | 03.11.2010            | середня | член Партії регіонів              | Совєтське РПС, завідувачка магазину                            |
| 9                           | Суркова Тетяна Петрівна            | 03.11.2010            | середня | член Партії регіонів              | Чорноземненська сільська рада, бухгалтер                       |
| 10                          | Герман Людмила Степанівна          | 03.11.2010            | середня | член Партії регіонів              | СТОВ «Глорія» АС, завідувачка ферми                            |
| 11                          | Матюх Парасковія Іванівна          | 03.11.2010            | вища    | член Партії регіонів              | Роздольненська загальноосвітня школа, викладач                 |
| 13                          | Макобок Валентина Миколаївна       | 03.11.2010            | середня | позапартійна                      | ПП «Городиський», завідувач складу                             |
| 14                          | Узунбаджах Махсуд Халілович        | 03.11.2010            | вища    | член Партії регіонів              | тимчасово не працює                                            |
| 17                          | Копаниця Олена Вікторівна          | 03.11.2010            | вища    | член Партії регіонів              | СООО «Альянс», бухгалтер                                       |
| 19                          | Мітіна Світлана Василівна          | 03.11.2010            | середня | член Партії регіонів              | тимчасово не працює                                            |
| 20                          | Ставицька Ботагоз Мусайбеківна     | 03.11.2010            | середня | член Партії регіонів              | фельдшерсько-акушерський пункт с. Дем'янівка, фельдшер         |
| Самовисування               |                                    |                       |         |                                   |                                                                |
| 6                           | Галкін Олександр Петрович          | 03.11.2010            | вища    | позапартійний                     | СПК «Аграрій», зоотехнік                                       |
| 12                          | Рамазанов Решат Ахмедович          | 03.11.2010            | середня | позапартійний                     | тимчасово не працює                                            |
| 15                          | Ситько Євгеній Вікторович          | 03.11.2010            | вища    | член Партії регіонів              | пенсійний фонд України в Совєтському р-ні, спеціаліст          |
| 16                          | Чередниченко Олександр Леонтійович | 03.11.2010            | середня | член Партії регіонів              | тимчасово не працює                                            |
| 18                          | Хатіпов Мамет                      | 03.11.2010            | середня | позапартійний                     | ПП «Хатіпов»                                                   |